# 安迪亞斯·哥尼利斯
安德烈亚斯·科内柳斯（丹麥語：Andreas Cornelius，1993年3月16日—）是一名丹麥足球前鋒，現效力於丹超球隊哥本哈根。

## 國際賽生涯
在2018年，科内柳斯被選為2018年世界盃的23人名單。
2021年6月，他代表丹麥隊參加2020年歐洲國家盃。
2022年世界盃，科内柳斯獲召入丹麥國家隊最後的26人名單。

## 職業數據

### 球隊
| 賽季    | 球會     | 上陣 | 入球 | 聯賽           |
| ------- | -------- | ---- | ---- | -------------- |
| 2011/12 | 哥本哈根 | 02   | 0    | 丹麥超級聯賽   |
| 2012/13 | 哥本哈根 | 032  | 018  | 丹麥超級聯賽   |
| 2013/14 | 卡迪夫城 | 08   | 0    | 英格蘭超級聯賽 |
| 2013/14 | 哥本哈根 | 013  | 05   | 丹麥超級聯賽   |
| 2014/15 | 哥本哈根 | 022  | 06   | 丹麥超級聯賽   |
| TOTAL   | TOTAL    | 77   | 29   |                |

### 國家隊
| # | 日期          | 場地           | 對手 | 入球 | 賽果 | 賽事                        |
| - | ------------- | -------------- | ---- | ---- | ---- | --------------------------- |
| 1 | 2013年3月22日 | 奧洛穆茨，捷克 | 捷克 | 1-0  | 3-0  | 2014年世界盃外圍賽 (歐洲區) |

## 榮譽
哥本哈根
- 丹麥足球超級聯賽 冠軍: 2012-13

個人
- 丹麥超級聯賽神射手: 2012-13
- 哥本哈根最佳球員: 2012-13
- 2013年丹麥最佳年青球員(21歲以下) [5]